# 赤水丹霞地貌
28°24′N 105°48′E / 28.400°N 105.800°E
赤水丹霞地貌是指位于中国贵州省赤水市和习水县境内，主要包括赤水国家级风景名胜区十丈洞景区、赤水桫椤国家级自然保护区和赤水竹海国家森林公园，总面积约1300平方千米，是中国面积最大的一处丹霞地貌区。
赤水丹霞在地质发育上属丹霞地貌青年早期。
2009年，赤水丹霞与福建泰宁（青年期）、湖南崀山（壮年早期）、广东丹霞山(壮年期)、江西龙虎山（老年早期）、浙江江郎山（老年期）捆绑为“中国丹霞”联合申报世界自然遗产。赤水丹霞提名地划定范围是赤水市南部地区，紧邻习水与四川古蔺、叙永三县，总面积72178公顷，其中核心区27364公顷，缓冲区44814公顷。
赤水丹霞地貌曾被《中国国家地理》2005年“选美中国”活动评选为“中国最美的七大丹霞”第七名。2020年被评为国家5A级旅游景区。